# Major League Lacrosse
La Ligue majeure de Lacrosse ou MLL (en anglais : Major League Lacrosse – MLL) était une association sportive professionnelle nord-américaine regroupant 9 équipes de crosse en plein air des États-Unis. Le niveau de jeu de cette ligue est considéré comme le meilleur au monde. Une saison du championnat commence au printemps (avril) et se termine en été (août). La première journée de l'édition inaugurale se tient le 7 juin 2001. Chaque année, les équipes qualifiées pour les séries éliminatoires se battent pour la Coupe Steinfeld.
Le Barrage de Philadelphie est le club le plus couronné avec trois titres de champion mais aussi l'un des deux clubs qui a remporté le plus de titres consécutifs (2 entre 2006 et 2007) avec les Bayhawks de Chesapeake (2012-2013). Les Outlaws de Denver sont les tenants du titre de la saison 2016.
Pour rendre le jeu plus spectaculaire, la ligue propose la règle du 2 points c’est-à-dire qu’un but peut valoir 2 points s’il est marqué d’au-delà d’une certaine ligne de 16 verges (14,6 mètres) autour du filet.

## Histoire

Logo de 2001 à 2018

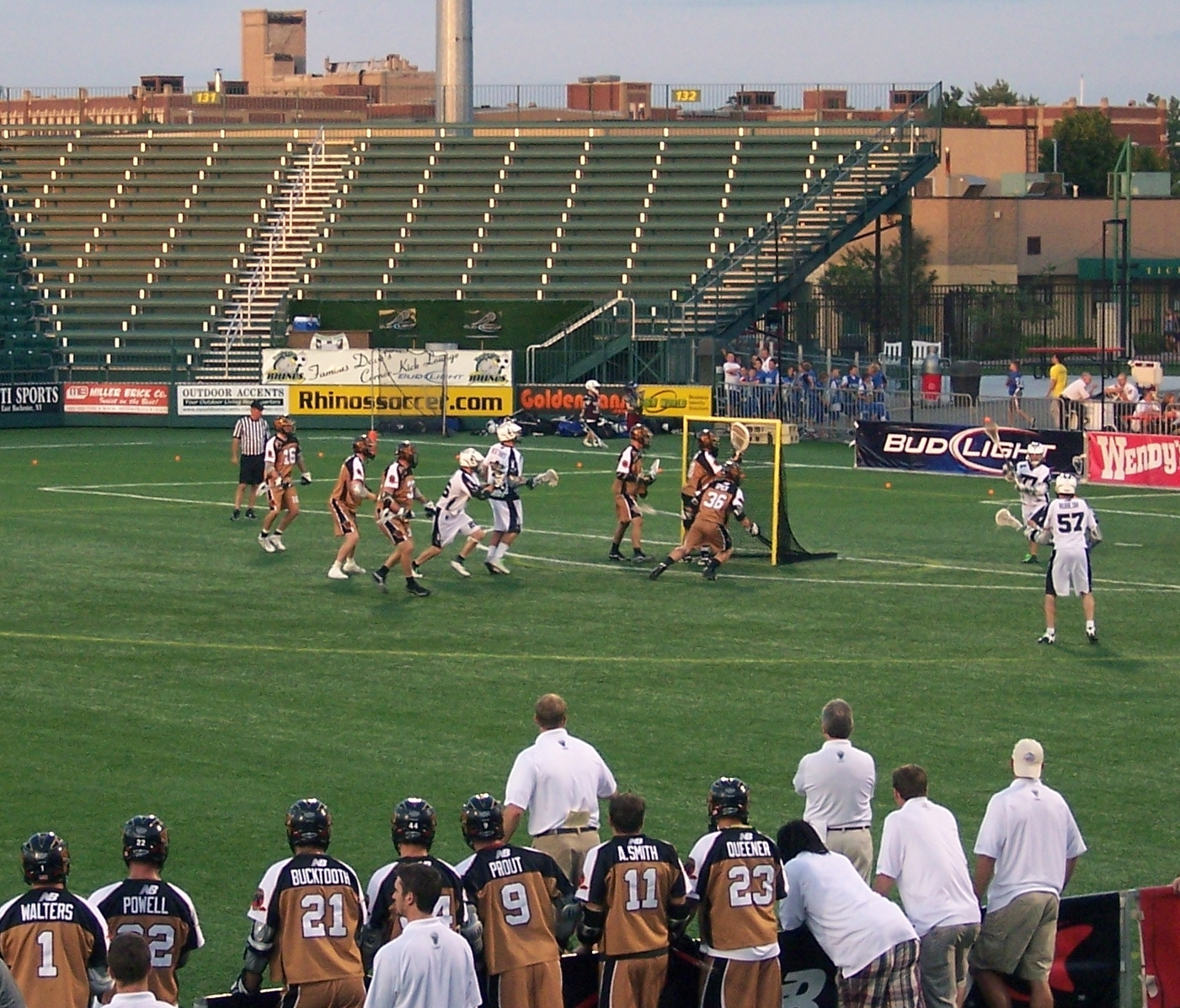
Rattlers de Rochester (orange) contre Lizards de Long Island (blancs) au Rochester Rhinos Stadium en 2008.

La Major League Lacrosse est fondé par Jake Steinfeld, Dave Morrow et Tim Robertson en 1998, cependant la saison régulière commença au mois de juin 2001. La ligue Steinfeld est bien connue pour avoir créé la ligne d’équipements de fitness Body By Jake. Morrow est un ancien joueur de crosse All-American et le président de Warrior Sports.
La ligue est divisée à l'origine en division la Division américaine, composée de Boston, Bridgeport (qui a déménagé vers Philadelphie en 2004) et Long Island et la Division nationale comprenant Baltimore (qui a déménagé vers Washington après la saison 2006 et vers Annapolis après la saison 2008), New Jersey, et Rochester de 2001 à 2005. Durant les deux premières années la MLL est compte 14 matchs pendant la saison régulière ; en 2003, le planning la restreint à 12 matchs.
La saison commence à partir de mai et s’étend jusqu’au mois d’août. Les règles de la MLL diffèrent des règles traditionnelles de la crosse : un but peut valoir 2 points s’il est marqué d’au-delà de la ligne des 16 yards (14,6 mètres) autour du but, horloge des 60 secondes et d’autres. L’horloge des 60 secondes a été changée par l’horloge des 45 secondes en 2005. Le 13 janvier 2001, la MLL a procédé à son premier repêchage. Après que la ligue affecta à chaque équipe trois joueurs, le gardien de but Sal LoCascio était le premier joueur choisi par le Barrage de Bridgeport.
Le 9 mars 2005, la MLL a annoncé que la ligue s’étendrait à Los Angeles pour la saison 2006 ; l’équipe jouera ses matchs à domicile dans le Home Depot Center et sera administrée par Anschutz Entertainment Group. Le 2 juillet, la ligue a aussi annoncé que Denver voulait également accueillir une équipe jouant au INVESCO Field at Mile High. Plus tard, la MLL a ajouté des équipes à Chicago, à San Francisco et a créé l'Association de l'Ouest (Western Conference) pour ces équipes qui ont commencé à la saison 2006. Depuis la fondation de la ligue elle a gagné de nombreux sponsors qui l’ont aidée à se développer. Les sponsors actuels incluent New Balance, Warrior, Bud Light, Tommy Hilfiger, Gatorade, Cascade, Brine, Gear-Up Sports, Under Armour, First National Bank of Omaha, Starbucks, The Great Atlantic Lacrosse Company, et Body by Jake.
| Saison | Équipes    | Matchs joués |
| ------ | ---------- | ------------ |
| 2001   | 6 équipes  | 14 matchs    |
| 2002   | 6 équipes  | 14 matchs    |
| 2003   | 6 équipes  | 12 matchs    |
| 2004   | 6 équipes  | 12 matchs    |
| 2005   | 6 équipes  | 12 matchs    |
| 2006   | 10 équipes | 12 matchs    |
| 2007   | 10 équipes | 12 matchs    |
| 2008   | 10 équipes | 12 matchs    |
| 2009   | 6 équipes  | 12 matchs    |
| 2010   | 6 équipes  | 12 matchs    |
| 2011   | 6 équipes  | 12 matchs    |
| 2012   | 8 équipes  | 14 matchs    |
| 2013   | 8 équipes  | 14 matchs    |
| 2014   | 8 équipes  | 14 matchs    |
| 2015   | 8 équipes  | 14 matchs    |
| 2016   | 9 équipes  | 14 matchs    |
| 2017   | 9 équipes  | 14 matchs    |
| 2018   | 9 équipes  | 14 matchs    |
| 2019   | 6 équipes  | 16 matchs    |
| 2020   | 6 équipes  | 5 matchs     |

Avant l’extension de 2006, la ligue était divisée en deux parties avec la Division américaine —  Boston, Bridgeport (déplacé à Philadelphie en 2004) et Long Island — et la Division nationale — Baltimore (déplacé à Washington, D.C. après la saison 2006), New Jersey et Rochester — ceci de 2001 jusqu’en 2005. La MLL jouait une saison régulière de 14 matchs lors de ses deux premières années ; en 2003, le calendrier a été coupé à 12 matchs. Le format des séries éliminatoires fait affronter les meilleures équipes dans chaque division pour aller dans le « New Balance MLL Championship Weekend ».
Après trois saisons avec dix équipes, la saison 2009 revient à la version entre six clubs avec conférence unique. Cependant, trois ans plus tard, deux nouvelles équipes rejoignent la compétition : Machine de l'Ohio et Hounds de Charlotte. Le 21 novembre 2013, l'équipe des Nationals de Hamilton annonce son retrait pour la saison suivante, une majorité de joueurs étant transférés dans la nouvelle équipe des Launch de Floride.
En 2016, une nouvelle franchise, Blaze d'Atlanta, a rejoint la Ligue lors de la saison 2016. Depuis cette date, la MLL compte 9 équipes.

## Aspects économiques

### Couverture télévisuelle
ESPN2 a diffusé des matchs depuis la saison 2003, la Major League Lacrosse ayant trouvé un accord pendant 2 ans avec la chaîne. Le 14 mars 2007 un accord a été conclu sur un contrat qui fonctionnera jusqu’à la saison 2016. Le 9 juin 2007, le partenariat continue de se développer, lorsque ESPN360.com, réseau en haut débit de ESPN, diffusa en streaming son premier match en direct de Sports Authority Field at Mile High à Denver. ESPN360.com diffusa en streaming 5 évènement MLL events en plus cette saison.
En 2008, les 64 matchs MLL, incluant les All-Star game, les demi-finales et le NB ZIP MLL Championship ont été diffusés en direct sur ESPN360.com. Par la suite, les matchs ont été archivés pendant une semaine sur le site Internet.
En 2012, MLL annonça un accord avec CBS Sports Network afin de diffuser 14 matchs en direct et en format HD, diffusant en plus l'émission Inside the MLL, une émission de 30 minutes proposée par la ligue. Cet accord se développe l'année suivante avec la diffusion de 6 matchs supplémentaires.

## Les équipes
La MLL comprenait les équipes suivantes :
| Équipe                     | Ville        | Terrain                            | Création | Arrêt |
| -------------------------- | ------------ | ---------------------------------- | -------- | ----- |
| Pride du New Jersey        | Piscataway   | Yurcak Field                       | 2001     | 2008  |
| Dragons de San Francisco   | San José     | Spartan Stadium                    | 2006     | 2008  |
| Riptide de Los Angeles     | Carson       | The Home Depot Center              | 2006     | 2008  |
| Machine de Chicago         | Bridgeview   | Toyota Park                        | 2006     | 2010  |
| Nationals de Hamilton      | Hamilton     | Ron Joyce Stadium                  | 2009     | 2014  |
| Machine de l'Ohio          | Delaware     | Selby Field                        | 2012     | 2019  |
| Launch de la Floride       | Boca Raton   | FAU Stadium                        | 2014     | 2019  |
| Barrage de Philadelphie    | Philadelphie | Travel Team                        | 2001     | 2020  |
| Rattlers de Dallas         | Frisco       | The Ford Center at The Star        | 2001     | 2020  |
| Hounds de Charlotte        | Charlotte    | American Legion Memorial Stadium   | 2012     | 2020  |
| Blaze d'Atlanta            | Kennesaw     | Fifth Third Bank Stadium           | 2016     | 2020  |
| Hammerheads du Connecticut | Fairfield    | Rafferty Stadium                   | 2020     | 2020  |
| Bayhawks de Chesapeake     | Annapolis    | Navy-Marine Corps Memorial Stadium | 2001     | 2020  |
| Cannons de Boston          | Boston       | Harvard Stadium                    | 2001     | 2020  |
| Lizards de New York        | Uniondale    | James M. Shuart Stadium            | 2001     | 2020  |
| Outlaws de Denver          | Denver       | Invesco Field at Mile High         | 2006     | 2020  |

Quatre transferts de franchise ont été faits :
- Barrage de Bridgeport (2001–2003) → Barrage de Philadelphie (2004–2020) ;
- Bayhawks de Baltimore (2001–2006) → Bayhawks de Washington (2007–2010) → Bayhawks de Chesapeake (2010-2020) ;
- Rattlers de Rochester (2001–2008) → Nationals de Toronto (2009–2011) → Nationals de Hamilton (2011–2014) ;
- Rattlers de Rochester (2011–2017) → Rattlers de Dallas (2018–2020).

## Champions de la MLL
| Année | Champion                | Score      | Finaliste              | Terrain                            | Ville      | MVP                          |
| ----- | ----------------------- | ---------- | ---------------------- | ---------------------------------- | ---------- | ---------------------------- |
| 2001  | Lizards de Long Island  | 15-11      | Bayhawks de Baltimore  | Kennedy Stadium                    | Bridgeport | Paul Gait (Long Island)      |
| 2002  | Bayhawks de Baltimore   | 21-13      | Lizards de Long Island | Columbus Crew Stadium              | Columbus   | Mark Millon (Baltimore)      |
| 2003  | Lizards de Long Island  | 15-14 a.p. | Bayhawks de Baltimore  | Villanova Stadium                  | Villanova  | Kevin Lowe (Long Island)     |
| 2004  | Barrage de Philadelphie | 13-11      | Cannons de Boston      | Nickerson Field                    | Boston     | Greg Cattrano (Philadelphie) |
| 2005  | Bayhawks de Baltimore   | 15-9       | Lizards de Long Island | Nickerson Field                    | Boston     | Gary Gait (Baltimore)        |
| 2006  | Barrage de Philadelphie | 23-12      | Outlaws de Denver      | Home Depot Center                  | Carson     | Roy Colsey (Philadelphie)    |
| 2007  | Barrage de Philadelphie | 16-13      | Riptide de Los Angeles | PAETEC Park                        | Rochester  | Matt Striebel (Philadelphie) |
| 2008  | Rattlers de Rochester   | 16-6       | Outlaws de Denver      | Harvard Stadium                    | Boston     | Joe Walters (Rochester)      |
| 2009  | Nationals de Toronto    | 10-9       | Outlaws de Denver      | Navy-Marine Corps Memorial Stadium | Anapolis   | Merrick Thomson (Toronto)    |
| 2010  | Bayhawks de Chesapeake  | 13-9       | Lizards de Long Island | Navy-Marine Corps Memorial Stadium | Anapolis   | Kyle Hartzell (Chesapeake)   |
| 2011  | Cannons de Boston       | 10-9       | Nationals de Hamilton  | Navy-Marine Corps Memorial Stadium | Anapolis   | Jordan Burke (Boston)        |
| 2012  | Bayhawks de Chesapeake  | 16-6       | Outlaws de Denver      | Harvard Stadium                    | Anapolis   | Ben Rubeor (Chesapeake)      |
| 2013  | Bayhawks de Chesapeake  | 10-9       | Hounds de Charlotte    | PPL Park                           | Chester    | John Grant, Jr (Chesapeake)  |
| 2014  | Outlaws de Denver       | 10-9       | Rattlers de Rochester  | Fifth Third Bank Stadium           | Kennesaw   | John Grant, Jr (Denver)      |
| 2015  | Lizards de New York     | 15-12      | Rattlers de Rochester  | Fifth Third Bank Stadium           | Kennesaw   | Paul Rabil (New York)        |
| 2016  | Outlaws de Denver       | 19-18      | Machine de l'Ohio      | Fifth Third Bank Stadium           | Kennesaw   | Eric Law (Denver)            |
| 2017  | Machine de l'Ohio       | 17-12      | Outlaws de Denver      | The Ford Center at The Star        | Frisco     | Marcus Holman (Ohio)         |
| 2018  | Outlaws de Denver       | 16-12      | Rattlers de Dallas     | MUSC Health Stadium                | Charleston | Matt Kavanagh                |
| 2019  | Bayhawks de Chesapeake  | 10-9       | Outlaws de Denver      | Dick's Sporting Goods Park         | Denver     | Steele Stanwick              |
| 2020  | Cannons de Boston       | 13-10      | Outlaws de Denver      | Navy-Marine Corps Memorial Stadium | Annapolis  | Non-décerné                  |

## Informations techniques
| Années    | Nom          | Titre                            |
| --------- | ------------ | -------------------------------- |
| 1999-2002 | Gabby Roe    | directeur exécutif               |
| 2002-2003 | Matthew Pace | directeur exécutif               |
| 2003-2004 | David Gross  | directeur en chef des opérations |
| 2004-2018 | David Gross  | commissaire                      |
| 2018-     | Sandy Brown  | commissaire                      |

| Années    | Ville           | État          |
| --------- | --------------- | ------------- |
| 1999-2001 | East Rutherford | New Jersey    |
| 2001-2004 | Secaucus        | New Jersey    |
| 2004-     | Boston          | Massachusetts |